# Йохан II (Бранденбург)
Йохан II (на немски: Johann II; * 1237, † 10 септември 1281) от род Аскани, е маркграф на Бранденбург от 1266 г. до смъртта си като сърегент с брат му Ото IV. Освен това той има титлата „господар на Кросно“ (Ноймарк).

## Живот
Йохан II е най-големият син на маркграф Йохан I от Бранденбург (1213 – 1266) и първата му съпруга София Датска (1217 – 1247), дъщеря на крал Валдемар II от Дания и Беренгария Португалска (1194 – 1221), дъщеря на крал Санчо I от Португалия.
През 1266 г. той е сърегент на Маркграфство Бранденбург заедно с братята си Ото IV „със стрелата“ († 1308) и Конрад I († 1304; бащата на маркграф Валдемар). През 1273 г. тримата братя издават документ, в който пишат за преместването на манастир Мариензе в Хорин, както искал баща им.
Йохан II умира през 1281 г. и е погребан в църквата на основания от баща му през 1258 г. манастир Хорин, където през 1287 г. е погребана и съпругата му Хедвиг.

## Семейство и деца
Йохан II се жени през 1258/1262 г. за Хедвиг фон Верле (1243 – 1287), дъщеря на Николаус I († 1277) от Господство Верле (Мекленбург) и на Юта фон Анхалт († 1277), дъщеря на княз Хайнрих I от Анхалт († 1252) от род Аскани. Те имат децата:
- Конрад II (1261 – 1308)
- Йохан (1263 – 1292), епископ на Хавелберг (1290 – 1292).